# District de Chirang
Le district de Chirang (assamais : চিৰাং জিলা) est un district de l'état d’Assam en Inde.

## Géographie
Le district compte 482 162 habitants en 2011 pour une superficie de 1 923 km2.
Son chef-lieu est Kajalgaon.